# Randerskredsen (1970-2006)
 For alternative betydninger, se Randerskredsen. (Se også artikler, som begynder med Randerskredsen)
Randerskredsen var en valgkreds (eller opstillingskreds) i Århus Amtskreds. Efter kommunalreformen i 2007 er den afløst af Randers Nordkredsen og Randers Sydkredsen.
Den 8. februar 2005 var der 47.701 stemmeberettigede vælgere i kredsen.
Kredsen rummede flg. kommuner og valgsteder::
1. Randers Kommune
  1. Beboerhuset Athenevej
  2. Hadsundvejens Skole
  3. Hobrovejens Skole
  4. Hornbækhallen
  5. Kristrup Skole
  6. Nyvangsskolen
  7. Nørrevangsskolen
  8. Rismølleskolen
  9. Rytterskolen
  10. Søndermarkskolen
  11. Søren Møllers Gades Skole
  12. Vestervangsskolen
  13. Østervangsskolen

## Folketingsmedlemmer valgt i kredsen
- Hans Peter Baadsgaard (S) 1984-2001
- Torben Hansen (S) 2001-2015
- Michael Aastrup Jensen (V) 2005-2006